# Being Erica
Being Erica is een Canadese comedy-dramaserie met fantasy-elementen. De serie werd in Canada uitgezonden tussen 5 januari 2009 en 12 december 2011, door de Canadian Broadcasting Corporation. Aanvankelijk zou de serie The Session heten, maar vlak voor het uitzenden van de pilotaflevering is dit veranderd.
De serie werd grotendeels opgenomen in Toronto door Temple Street Productions. Om budgettaire redenen werden er voor het tweede seizoen slechts 12 afleveringen gemaakt.

## De hoofd- en bijrollen

### De familie Strange
Omdat er soms in de tijd wordt gereisd, worden heel jonge versies van de personages door andere acteurs uitgebeeld.
- Erica Strange (Erin Karpluk) is 32, joods, single en goed opgeleid (ze heeft een graad in de Engelse taal). Ze werkt echter onder haar niveau en wordt in het begin van de serie om die reden ontslagen als medewerker bij een customer service. Ze is ervan overtuigd dat verkeerde keuzes uit haar verleden haar huidige miserabele leventje hebben veroorzaakt. Ze zoekt dan ook hulp bij dr. Tom om de fouten uit haar verleden te herstellen. Naarmate de serie vordert, wint ze haar zelfvertrouwen terug en dat blijkt ook uit haar keuzes en haar dates. Ze vindt haar ware liefde en krijgt zelfs promotie op haar nieuwe werk; ze wordt editor voor een uitgeverij. Ze wordt echter weer ontslagen in de loop van het tweede seizoen.
- Gary Strange (John Boylan) is Erica's vader. Ooit een hippie en fervent marihuana-gebruiker, tegenwoordig een rabbi. Hij was ooit getrouwd met Barbara, maar ze zijn 13 jaar geleden gescheiden, omdat hij een affaire had. Met Barbara kreeg hij drie kinderen: Leo (die drie maanden voor de scheiding stierf), Erica en Samantha.
- Barbara Strange (Kathleen Laskey) is de moeder van Erica, met wie ze zo nu en dan een moeilijke relatie heeft. Erica geeft haar moeder de schuld van de scheiding, niet wetende dat haar vader ooit een affaire had.
- Samantha 'Sam' Strange-McIntosh (Joanna Douglas) is Erica's jongere zus, met wie ze aanvankelijk erg close is. Dan probeert Erica haar ervan te overtuigen niet te trouwen met Josh...5 minuten voor de bruiloft. Samantha wordt kwaad en weigert gedurende meerdere afleveringen nog langer met Erica om te gaan. In het tweede seizoen scheidt Samantha alsnog van Josh en komt in een korte seksuele relatie met Kai Booker terecht.
- Leo Strange (Devon Bostick) is Erica's oudere, inmiddels overleden broer. Hij stierf 13 jaar eerder bij een brand in een schuur. Zijn dood is datgene waar Erica het meeste mee zit. In seizoen 1 herschrijft Erica de geschiedenis zo, dat Leo blijft leven. Ze keert terug naar een volledig ander leven, waarin zij succesvol is en Leo een architect. Dan komt Leo om bij een fataal auto-ongeluk en daaruit blijkt dat het niemand is toegestaan voor god te spelen en zich te mengen in de levenspaden van anderen; alleen met die van jezelf.
- Josh McIntosh (Adam MacDonald) is de man van Samantha, die haar al kent sinds de middelbare school. Hij is erg vervelend en dwars en Erica mag hem dan ook niet. Zij vindt dat haar zus wel beter verdient en dat Josh niet echt van haar houdt. Josh bekent op den duur dat hij verliefd is op Erica en daarom niet van Sam kan houden. Erica laat hem zweren niks tegen Sam te zeggen en zijn mond dicht te houden tegen wie dan ook. In seizoen 2 scheiden Josh en Sam alsnog.

### De vrienden van Erica
- Dr. Tom Wexlar (Michael Riley) is de therapeut van Erica. Hij stuurt Erica regelmatig terug in de tijd om fouten uit haar verleden te kunnen herstellen. Dr. Tom heeft geen gewoon kantoor; wanneer Erica een deur opent en dan dr. Tom tegenkomt weet ze dat de sessie begonnen is. Hij verschijnt, doorgaans in vermomming, te pas en te onpas in het leven van Erica, zowel in het heden als in het verleden. Erica ergert zich vaak aan dr. Tom, omdat hij haar niet gewoon helpt maar met allerlei vage tips en omschrijvingen op de proppen komt. Hij heeft ook een dochter, Sara, van wie hij vervreemd is.
- Ethan Wakefield (Tyron Leitso) is een leraar en al een vriend van Erica sinds de universiteit. Zijn vrouw Clair had een affaire en daarom ging hij bij haar weg. Hij verhuisde van Montreal, om vervolgens naast Erica te gaan wonen. Erica's groeiende liefde voor hem was een van de rode draden gedurende het eerste seizoen. Ethan scheidt officieel van zijn vrouw en wordt de nieuwe lover van Erica. Gedurende de tot nu toe laatste afleveringen maakt Erica het uit met Ethan, omdat ze (gedurende het tweede seizoen) allerlei geschillen hadden waar ze niet uit kwamen.
- Katie Atkins (Sarah Gadon) is al sinds de lagere school een goede vriendin van Erica. Op de middelbare school verwatert de vriendschap, maar als ze volwassen zijn leggen ze alles weer bij. Katie is een succesvol columniste voor een krant, getrouwd en woonachtig in Vancouver. In het eerste seizoen keert ze terug naar Toronto om haar boek, 'The None' uit te laten geven bij de uitgeverij waar Erica werkt. In het tweede seizoen verschijnt ze nog slechts in één aflevering, wederom om een boek uit te geven.
- Judith Winters (Vinessa Antoine) is Erica's beste vriendin. Ze werden aan elkaar voorgesteld door Katie. Judith is getrouwd en krijgt in het eerste seizoen een zoontje. Door haar nieuwe taken als moeder verwatert haar relatie met Erica enigszins. Nadat Erica hier wat van zegt leggen ze het weer bij.
- Jenny Zalen (Paula Brancati) is ook een van de vriendinnen van Erica, die ze al kent sinds de lagere school. Jenny is extravert, een echte flirt en gaat graag op stap. In het midden van het tweede seizoen verhuist ze naar Los Angeles met een man die ze nauwelijks kent. Erica vindt dit een slechte beslissing en de relatie verwatert.
- Kai Booker (Sebastian Pigott) wordt geïntroduceerd in het tweede seizoen. Hij werkt bij een coffeeshop waar Erica regelmatig komt. Hij ondergaat een vergelijkbare therapie als die van Erica. Het wordt al gauw duidelijk dat Erica's heden voor Kai tien jaar in zijn verleden is. Hij is dus bezig in zijn eigen verleden een fout te herstellen. Aan het einde van het tweede seizoen keert hij weer terug naar de toekomst (dus weer tien jaar vooruit).

### Erica's collega's bij River Rock Publishing
- Julianne Giacomelli (Reagan Pasternak) is de bazin van Erica. Eerst deed ze wat koeltjes tegen Erica, maar gedurende het eerste seizoen verbetert dit. Dit komt vooral omdat de kwaliteit van Erica's werk Julianne ook weer beter doet voorkomen bij haar bazen. Zowel Julianne als Erica worden in het tweede seizoen ontslagen, nadat ze een leidinggevende beledigd hebben.
- Brent Kennedy (Morgan Kelly) is een collega van Julianne en haar voormalige assistent. Brent is metroseksueel, goed gekleed en knap. Hij is altijd vriendelijk tegen Erica, omdat hij ooit in haar schoenen stond. Bij conflicten kiest hij de kant van Julianne, maar hij helpt Erica wel om indruk te maken op Julianne. In het tweede seizoen pleegt hij verraad ten opzichte van Erica en Julianne om indruk te maken op de bazen en om een promotie te verkrijgen.